# Palythoa monodi
Palythoa monodi is een Zoanthideasoort uit de familie van de Sphenopidae. De wetenschappelijke naam van de soort is voor het eerst geldig gepubliceerd in 1956 door Pax & Muller.